# Parawan (mebel)

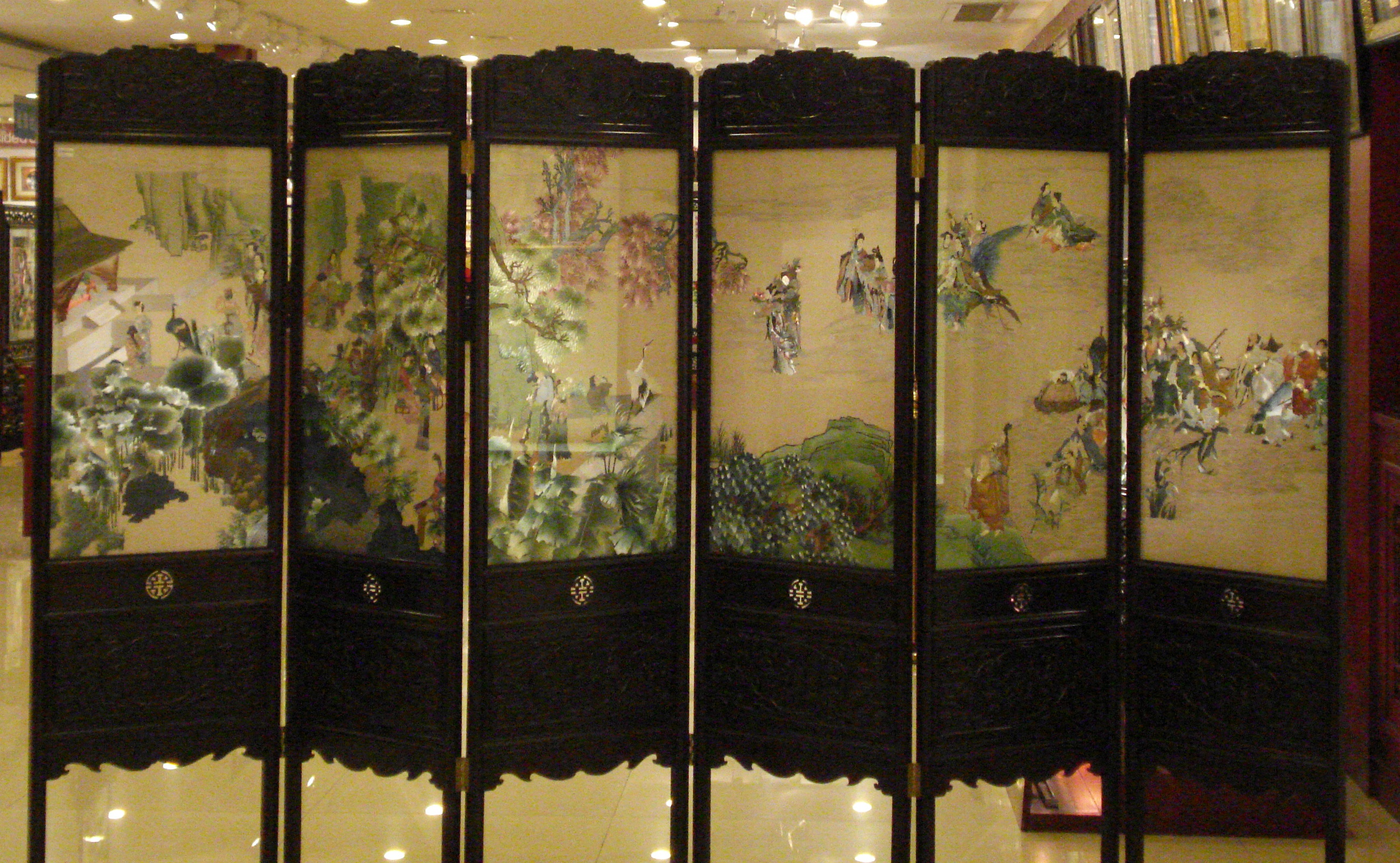
Chiński parawan jedwabny

Parawan – rodzaj przenośnej ścianki o kilku ruchomych skrzydłach, łączonych zawiasami, najczęściej zdobionej obrazami, kaligrafią lub grafiką. Ramy mają wypełnienie o charakterze ozdobnym z tkaniny (np. w najprostszej formie parawanu szpitalnego jest to białe bawełniane płótno, zawieszone na metalowej, prostej ramie) lub innych materiałów np. drewno. Pochodzi z Chin, a w Europie znany od końca XVI wieku. 

## Rodzaje i zastosowanie
Parawan jest mobilną ścianą, którą można przesuwać lub składać, dlatego najczęściej pełni rolę przegrody oddzielającej strefy w pomieszczeniu. Z reguły jest wykorzystywany w mieszkaniach/domach (rzadziej w miejscach publicznych) np. do wydzielania strefy nocnej (sypialni), miejsca pracy (biuro) czy zabaw (pokój dziecka). Parawan często pełni również funkcję dekoracji, jako element podkreślający styl wnętrza (najczęściej azjatycki). Parawan ogrodowy służy do ochrony przed wiatrem, słońcem i odgradzania przestrzeni.

## Historia
Parawany jako elementy wyposażenia mieszkań czy przestrzeni publicznych wywodzą się z kultur azjatyckich - głównie chińskiej i japońskiej. Najstarsze zachowane parawany pochodzą z Chin z VIII w, które są uważane za pioniera w produkcji parawanów. 
W architekturze pełniły funkcje przegród wyznaczających granice domu i pomieszczeń, zapewniały intymność i ciepło. Często zastępowały ściany. Parawany chińskie były na ogół drewniane i ciężkie, dlatego dobrze sprawdzały się jako ściany. Zazwyczaj były zdobione malowidłami przedstawiającymi sceny z życia codziennego, naturę i symbolikę religijną. Parawany japońskie były lżejsze i najczęściej powstały z papieru washi, drewna, jedwabiu, bambusa i kamienia. Stanowiły nie tylko praktyczne elementy wyposażenia wnętrz, ale również miały ważne znaczenie w kulturze, wierzeniach i obyczajach Japończyków. Kultura Japonii oparta była na buddyzmie, który zakładał, że pomieszczenia, w których przebywa człowiek powinny być otwarte, proste, lekkie, wypełnione niewielką ilością mebli. Dlatego wnętrza nie były odgradzane ścianami, a różnego rodzaju parawanami. 
W Europie parawany prawdopodobnie pojawiły się w XVI w. Pomysł odgradzania pomieszczeń lekkimi panelami przywieźli zachodni kupcy, a Europejczycy szybko się nim zainteresowali. Parawany pojawiały się głównie w mieszkaniach zamożnych mieszczan i szkołach prywatnych.